# 嫩通
嫩通（西班牙語：Nentón），是危地馬拉的城鎮，位於該國西北部，由韋韋特南戈省負責管轄，面積787平方公里，海拔高度789米，2002年人口28,983，人口密度每平方公里36.83人。
15°48′N 91°45′W / 15.800°N 91.750°W